# Thrypticomyia spathulifera
Thrypticomyia spathulifera är en tvåvingeart som först beskrevs av Alexander 1936.  Thrypticomyia spathulifera ingår i släktet Thrypticomyia och familjen småharkrankar. Inga underarter finns listade i Catalogue of Life.